# Pâglișa
Pâglișa (ungarisch Poklostelke) ist ein rumänisches Dorf im Kreis Cluj in Siebenbürgen. Es ist Teil der Gemeinde Dăbâca.